# Actio
Actio (od łac. agere – poganiać, gnać) – działanie, w prawie rzymskim oznaczało skargę sądową, powództwo, tj. czynność procesową, za pomocą której powód (actor) wszczynał przeciw pozwanemu (reus) proces oraz zmierzał do realizacji swych roszczeń. Jako że w prawie rzymskim podział na prawo materialne i procesowe nie miał tak istotnego znaczenia jak obecnie, actio było synonimem prawa podmiotowego (roszczenia chronionego skargą). Ponadto, ponieważ aż do końca republiki wszelkie czynności sądowe były dokonywane wyłącznie w formie ustnej, actio oznaczało również pozew.
Jurysta rzymski Celsus definiował skargę następująco:

Niczym innym jest skarga (powództwo) jak prawem sądowego dochodzenia tego, co się komuś należy.

## Rozwój pojęcia
W procesie legisakcyjnym słowem actio określano działania obu stron postępowania, zaś w procesie formułkowym – ogół czynności procesowych powoda.
Wraz z rozwojem procesu kognicyjnego, nastąpiło stopniowe oddzielenie pojęcia powództwa od pojęcia prawa podmiotowego. Pozywać mógł nie tylko ten, komu przysługiwało actio, ale każdy, kto uważał, że zostało naruszone jego prawo podmiotowe, które określone actio wyrażało.

## System skarg
Dla rzymskiego cywilnego procesu zwyczajnego (legisakcyjnego i formułkowego) charakterystyczny był brak ogólnej zasady udzielania ochrony prawnej każdemu uzasadnionemu roszczeniu. Istniał zaś katalog licznych skarg szczegółowych (zwłaszcza w procesie formułkowym), indywidualnie właściwych dla poszczególnych rodzajów roszczeń. Proces można było wszcząć jedynie wówczas, gdy dla danego roszczenia istniało odpowiednie powództwo (actio).

## Ochrona pozaprocesowa
Poza udzielaniem powództwa, prawo rzymskie znało inne środki ochrony prawa, którymi były:
- restitutio in integrum,
- interdictum,
- missio in possessionem,
- stypulacja pretorska.

## Podziały skarg
Prawnicy rzymscy znali kilka podziałów powództw, wśród których najważniejsze to:
powództwa in rem – powództwa in personam;
powództwa cywilne – powództwa pretorskie;
powództwa ścisłego prawa – powództwa dobrej wiary;

### Actiones in remorazactiones in personam
Actiones in rem to powództwa z praw innych niż wynikające ze zobowiązań, tj. praw skutecznych wobec wszystkich (erga omnes) np. praw rzeczowych. Powód mógł skarżyć takimi powództwami każdą osobę naruszającą jego uprawnienie.
Actiones in personam to powództwa wynikające ze zobowiązań, gdzie roszczenie powoda skierowane było przeciwko konkretnej, z góry określonej osobie będącej jego dłużnikiem. Szczególnym rodzajem tych powództw były actiones in rem scriptae, skierowane nie tylko przeciwko oznaczonemu dłużnikowi powoda, ale również wobec osobie trzeciej pozostającej w określonym związku z roszczeniem powoda.

### Skargi cywilne oraz skargi pretorskie
Żądanie powoda w skargach cywilnych oparte było na przysługującym mu prawie cywilnym, np. własności kwirytarnej lub wierzytelności cywilnej.
Skargi pretorskie to takie, w których prawom powoda ochrony udzielał pretor, gdyż powodowi nie przysługiwało uprawnienie wynikające z prawa cywilnego. Pretor chronił tu uprawnienia nieznane prawu cywilnemu a oparte na stosunku faktycznym (actiones in factum) lub na stosunku pokrewnym prawu cywilnemu (actiones utiles).

### Actiones stricti iurisorazactiones bonae fidei
Actiones in personam dzielono na powództwa ścisłego prawa (stricti iuris) oraz dobrej wiary (bonae fidei).
Actiones stricti iuris to powództwa cywilne, pochodzące z najdawniejszego prawa rzymskiego (prawa kwirytów), gdzie swoboda działania sędziego była bardzo ograniczona.
Actiones bonae fidei to powództwa powstałe znacznie później. W tego rodzaju skargach sędzia miał znacznie szersze pole działania, gdyż postępował zgodnie z dobrą wiarą (ex fide bona).